# 毒島ゆり子のせきらら日記
『毒島ゆり子のせきらら日記』（ぶすじまゆりこのせきららにっき）は、2016年4月21日（20日深夜）から6月23日（22日深夜）まで、毎週木曜日未明（水曜日深夜）にTBS系の『テッペン!』水曜版・『水ドラ!!』で放送されていた日本の連続ドラマである。第35回向田邦子賞受賞作。

## 企画・制作
本作が目標とするのは、「深夜の昼ドラ」である。大物政治家の番記者として懸命に働きながら、私生活では奔放な恋愛を満喫していた主人公が、1人の魅力的な男性と出会い、恋に落ちて、壮絶な最後を迎えるまでを描く。二股や不倫といった恋愛テーマを設定の中心に置きつつ、深夜ドラマらしく、現代の若い女性が持つ赤裸々な恋愛観や仕事の悩みを忠実に描き出す。ドラマのテーマは、「恋愛」と「政治」である。主人公は幼少期に父親に裏切られたことで不信に陥り、恋愛をする際に、極端な独自のルールを設けている。それは、「彼氏を2人作る」というもので、どちらかに裏切られても、もう一方が愛してくれる、というものである。主人公にとって、恋愛は「愛と裏切り」が表裏一体となって存在している。主人公は、番記者として担当していた大物政治家が裏切られていく様子を目の当たりにし、政治の舞台も「愛と裏切り」が渦巻く世界であることを知る。元報道部政治記者であった橋本梓プロデューサーが、社内コンペを勝ち抜いて獲得した初プロデュース作品である。
主題歌には、主演の前田敦子の2年ぶりの新曲「Selfish」が起用された。楽曲の作詞・プロデュースは、秋元康が担当している。タイトルは“自己中心的”や“わがまま”の意味を持っており、奔放な主人公のイメージに合ったものになっている。歌詞も役柄と結びついているところがあり、前田は、「きっとドラマの世界観が伝わるんじゃないかと思います」とコメントしている。劇中歌として、幅美登里役の渡辺大知がボーカルを務めるバンド・黒猫チェルシーの新曲「抱きしめさせて」が起用された。同曲は、渡辺がドラマのために書き下ろしたものである。

## 登場人物

### 主要人物
毒島 ゆり子（ぶすじま ゆりこ）
演 - 前田敦子（幼少期は飯尾夢奏）
本作のヒロイン。25歳。あけぼの新聞文化芸能部から政治部に異動となり、大物政治家・黒田田助の番記者を務める。恋愛体質で、常に恋人がいないと耐えられない。「この人に裏切られても、もう一人いる」と、二股をかけ続けている。また、幼い頃のある過去のトラウマから男性不信に陥っており、「二股はかけても不倫はしない」をモットーにしている。
しかし、小津とは危険すぎる魅力に逆らえず越えてはならない一線を越えて不倫してしまう。自分に「あれはアクシデントだ」と言い聞かせ小津を避けるが、国会内で会うと、どうしても意識してしまう。関係にけじめをつけるためにある日、小津を呼び出す。小津と別れることが出来ない。「離婚した、永遠に一緒にいよう」と小津に言われ人生最高の幸せをかみしめ美登里にも野村にも別れを告げて、「小津さんだけを信じて生きていこう」と決意し、二股ではなく初めて一人の男を愛するようになる。しかし、スクープを取った日、同棲していたはずの小津が家を出て行った。「母親が倒れ、看病のために実家に戻った」という。国会で顔を合わせてもそっけなく、たまに家に来てもすぐに帰ってしまう。小津と結婚し、名前が小津ゆり子になり幸せの絶頂だった。
小津 翔太（おづ しょうた）
演 - 新井浩文
38歳。あけぼの新聞のライバル紙「共和新聞」のエース記者。取材対象からも一目置かれ、確実な情報でスクープを連発している。既婚者。

### 政治家
黒田 田助（くろだ でんすけ）
演 - 片岡鶴太郎
与党・誠心党の幹事長。通称「くろでん」。
上神田 茂（かみかんだ しげる）
演 - 山崎銀之丞
誠心党の幹事長代行。黒田の側近。

### 政治記者
安斎 吾郎（あんざい ごろう）
演 - 近藤芳正
50歳。あけぼの新聞・誠心党記者クラブキャップ。
夏目 春江（なつめ はるえ）
演 - 今藤洋子
35歳。あけぼの新聞・誠心党記者クラブのサブキャップ。
木本 涼（きもと りょう）
演 - 前田公輝
28歳。あけぼの新聞・誠心党記者クラブの3番手。

### ゆり子の親友
桑原 ナナミ（くわばら ななみ）
演 - 中村静香
25歳。ゆり子の小学校時代からの親友。ゆり子の良き理解者。
木田 育男（きだ いくお）
演 - 諸見里大介
25歳。ゆり子のもう1人の親友。

### その他
幅 美登里（はば みどり）
演 - 渡辺大知
28歳。ゆり子と4年間同棲中で1人目の彼氏。アルバイト生活の売れないミュージシャン。ゆり子の二股を容認している。
野村 新太郎（のむら しんたろう）
演 - 八木将康
27歳。ゆり子の通うスポーツクラブのインストラクターでゆり子と体の関係。新しい彼氏としてゆり子と付き合う。
豊三郎（とよさぶろう）
演 - 友川カズキ
ゆり子が行きつけの喫茶店「つみき」のマスター。寡黙な店主。
小津 絵美（おづ えみ）
演 - 清原果耶
小津の娘。
来夢（らいむ）
演 - もも（チャラン・ポ・ランタン）
美登里のバンドに新たなボーカルとして加わった女性。
真田（さなだ）
演 - バカリズム
弁護士。

## スタッフ
- 脚本 - 矢島弘一
- 音楽 - パスカルズ
- 主題歌 - 前田敦子「Selfish」[8]
- プロデューサー - 橋本梓、峠田浩
- 演出 - 坪井敏雄、大内舞子、村尾嘉昭
- 製作著作 - TBS

## 作品の評価
脚本を担当した矢島弘一が、初めて手掛けた連続テレビドラマ脚本である本作品で第35回向田邦子賞を受賞した。池端俊策ほかの選考委員により、「ぶっちぎりの一等賞」と高評価され、受賞は選考委員全員一致で決まった。テーマである政治を適度なリアリティーをもって描いた点や、現代の「アイロニーに満ちた生き方をする若い女性をきちんと描いた」点が評価された。

## 放送日程
| 各話   | 放送日        | サブタイトル                | 演出     |
| ------ | ------------- | --------------------------- | -------- |
| 第1話  | 2016年4月21日 | わたし二股はやめられません! | 坪井敏雄 |
| 第2話  | 2016年4月28日 | 不倫はしない…絶対に!        | 坪井敏雄 |
| 第3話  | 2016年5月05日 | 三股になるけどいいですか?   | 坪井敏雄 |
| 第4話  | 2016年5月12日 | さよなら、みーちゃん        | 坪井敏雄 |
| 第5話  | 2016年5月19日 | こんなに幸せでいいんですか? | 大内舞子 |
| 第6話  | 2016年5月26日 | ほんとに離婚したんだよね?   | 村尾嘉昭 |
| 第7話  | 2016年6月02日 | 小津さんがいませんように…   | 坪井敏雄 |
| 第8話  | 2016年6月09日 | どうして、私を裏切ったの?   | 坪井敏雄 |
| 第9話  | 2016年6月16日 | 僕は、ずっとそばにいるよ?   | 坪井敏雄 |
| 第10話 | 2016年6月23日 | 本当に愛していたのは誰なの? | 坪井敏雄 |

## ネット局と放送時間
| 放送対象地域   | 放送局                | 放送期間                 | 放送日時                     | 備考       |
| -------------- | --------------------- | ------------------------ | ---------------------------- | ---------- |
| 関東広域圏     | TBSテレビ（TBS）      | 2016年4月21日 - 6月23日  | 木曜 0:10 - 0:40（水曜深夜） | 製作局     |
| 北海道         | 北海道放送（HBC）     | 2016年4月21日 - 6月23日  | 木曜 0:10 - 0:40（水曜深夜） | 同時ネット |
| 岩手県         | IBC岩手放送（IBC）    | 2016年4月21日 - 6月23日  | 木曜 0:10 - 0:40（水曜深夜） | 同時ネット |
| 宮城県         | 東北放送（TBC）       | 2016年4月21日 - 6月23日  | 木曜 0:10 - 0:40（水曜深夜） | 同時ネット |
| 福島県         | テレビユー福島（TUF） | 2016年4月21日 - 6月23日  | 木曜 0:10 - 0:40（水曜深夜） | 同時ネット |
| 静岡県         | 静岡放送（SBS）       | 2016年4月21日 - 6月23日  | 木曜 0:10 - 0:40（水曜深夜） | 同時ネット |
| 愛媛県         | あいテレビ（itv）     | 2016年4月21日 - 6月23日  | 木曜 0:10 - 0:40（水曜深夜） | 同時ネット |
| 宮崎県         | 宮崎放送（MRT）       | 2016年4月26日 - 6月28日  | 火曜 1:00 - 1:30（月曜深夜） | 遅れネット |
| 新潟県         | 新潟放送（BSN）       | 2016年4月30日 - 7月2日   | 土曜 1:20 - 1:50（金曜深夜） | 遅れネット |
| 岡山県・香川県 | 山陽放送（RSK）       | 2016年4月30日 - 7月16日  | 土曜 1:55 - 2:25（金曜深夜） | 遅れネット |
| 熊本県         | 熊本放送（RKK）       | 2016年5月5日 - 7月7日    | 木曜 0:55 - 1:25（水曜深夜） | 遅れネット |
| 沖縄県         | 琉球放送（RBC）       | 2016年5月6日 - 7月8日    | 金曜 0:58 - 1:28（木曜深夜） | 遅れネット |
| 福岡県         | RKB毎日放送（RKB）    | 2016年5月10日 - 7月26日  | 火曜 2:03 - 2:33（月曜深夜） | 遅れネット |
| 近畿広域圏     | 毎日放送（MBS）       | 2016年5月26日 - 7月28日  | 木曜 1:54 - 2:25（水曜深夜） | 遅れネット |
| 山梨県         | テレビ山梨（UTY）     | 2016年5月31日 - 8月2日   | 火曜 1:20 - 1:50（月曜深夜） | 遅れネット |
| 山口県         | テレビ山口（tys）     | 2016年6月10日 - 8月12日  | 金曜 1:15 - 1:45（木曜深夜） | 遅れネット |
| 長野県         | 信越放送（SBC）       | 2016年6月14日 - 8月16日  | 火曜 1:54 - 2:24（月曜深夜） | 遅れネット |
| 広島県         | 中国放送（RCC）       | 2016年6月23日 - 7月7日   | 月 - 木曜 23:55 - 翌0:25     | 遅れネット |
| 青森県         | 青森テレビ（ATV）     | 2016年6月28日 - 8月30日  | 火曜 0:43 - 1:13（月曜深夜） | 遅れネット |
| 長崎県         | 長崎放送（NBC）       | 2016年7月26日 - 8月8日   | 月 - 金曜 14:54 - 15:24      | 遅れネット |
| 鳥取県・島根県 | 山陰放送（BSS）       | 2016年9月10日 - 11月12日 | 土曜 1:25 - 1:55（金曜深夜） | 遅れネット |